# 明志里 (泰山區)
明志里是位於台灣新北市泰山區的一個里，於2010年12月25日從村改制而成。東鄰泰友里、新明里，西接大科里，南毗貴子里，北銜義學里。里名以里內之古蹟「明志書院」命名。

## 里內交通

### 道路
- 明志路二段：縱向貫穿泰山的最主要道路，亦為107縣道，北接五股區成泰路通往八里淡水，南接新莊區中正路，延路商店綿延不絕，是泰山區的都會中心。
- 應化街：聯通明志路二段、三段交界與頂泰山巖的區域次要道路。

### 公車

#### 三重客運
- 637（五股－捷運新莊站－台北(西門町)）
- 638（五股－台北大學(台北校區)－南京東路捷運站）
- 638副（五股－輔大醫院－捷運輔大站）
- 858（樹林－林口長庚醫院）（原1208路線公車）

#### 指南客運
- 797（五股-市政府）
- 801（五股－捷運新莊站－松山機場）
- 880（樹林－淡海）（原1510路線公車）
- 1501（五股－動物園）
- 1503（五股－動物園）

#### 國光客運
- 579（泰山明志國小－臺北車站（鄭州））（原新北市新巴士F216泰山明志線）[1]
  - 停靠站：泰山區明志國小新生路側(僅上車)－中興醫院(僅下車)－臺北車站北三門－塔城街(僅上車)－泰山貴子路口(僅下車)－泰山明志國小新生路側

#### 新北市新巴士（免費接駁公車）
- F211（明志線）（泰山公有市場－捷運泰山貴和站）
- F217（泰山－林口長庚醫院）
- F218（泰山－署立臺北醫院）

## 里內地標、景點和古蹟

### 教育
- 新北市泰山區明志國小：明志國小校網

（學校實際位於新民里，惟明志里為該校之主要學區之一）

### 社會與經濟
- 南林科技園區
- 新北市政府警察局林口分局明志派出所

### 歷史建築或古蹟
- 明志書院
- 頂泰山巖
- 崎頭福德宮
- 大崎頭福德宮

### 休閒
- 義學坑自然生態公園
- 山頂公園
- 應化生態公園
- 大崎頭步道
- 義學坑步道

## 概述
居民大都以上班族為主，閒暇之餘會參與社區巡守隊，里長為陳春祈，代表為張再旺，理事長為李江河。社區內約有120名環保園藝志工不定時維護里內清潔。
1. 人口數：3,905人（截至104年4月止）
2. 戶數：1,331戶（截至104年4月止）
3. 鄰數：24鄰[2]

## 註腳
1. ↑  .   [2020-07-01]. （原始内容存档于2020-07-01）.
2. ↑  . 2018-11-29  [2020-02-28].[]

## 外部連結
- 泰山區公所 （页面存档备份，存于）